# Kawass

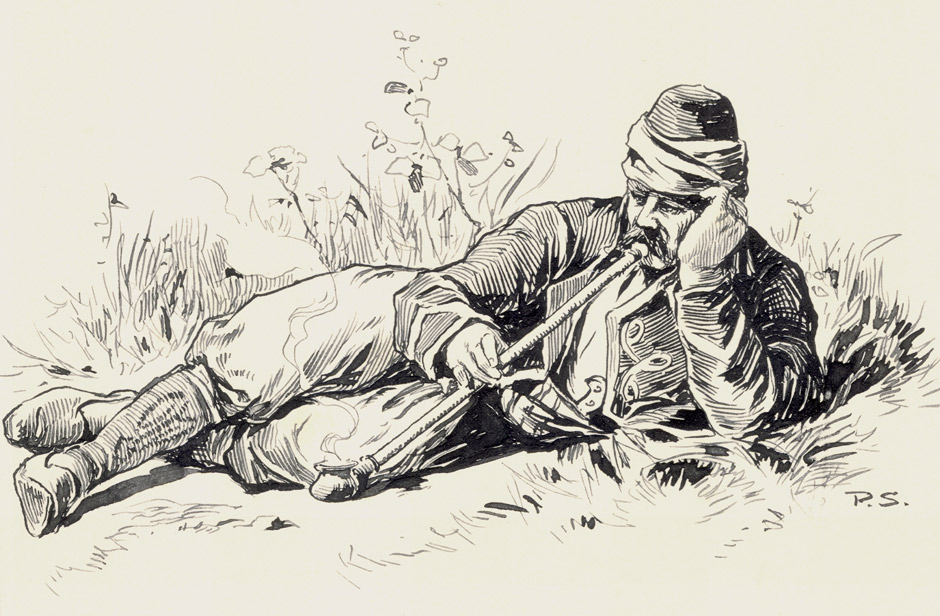
Federzeichnung eines Kawaß, Illustrationsvorlage zu Karl May: In den Schluchten des Balkan

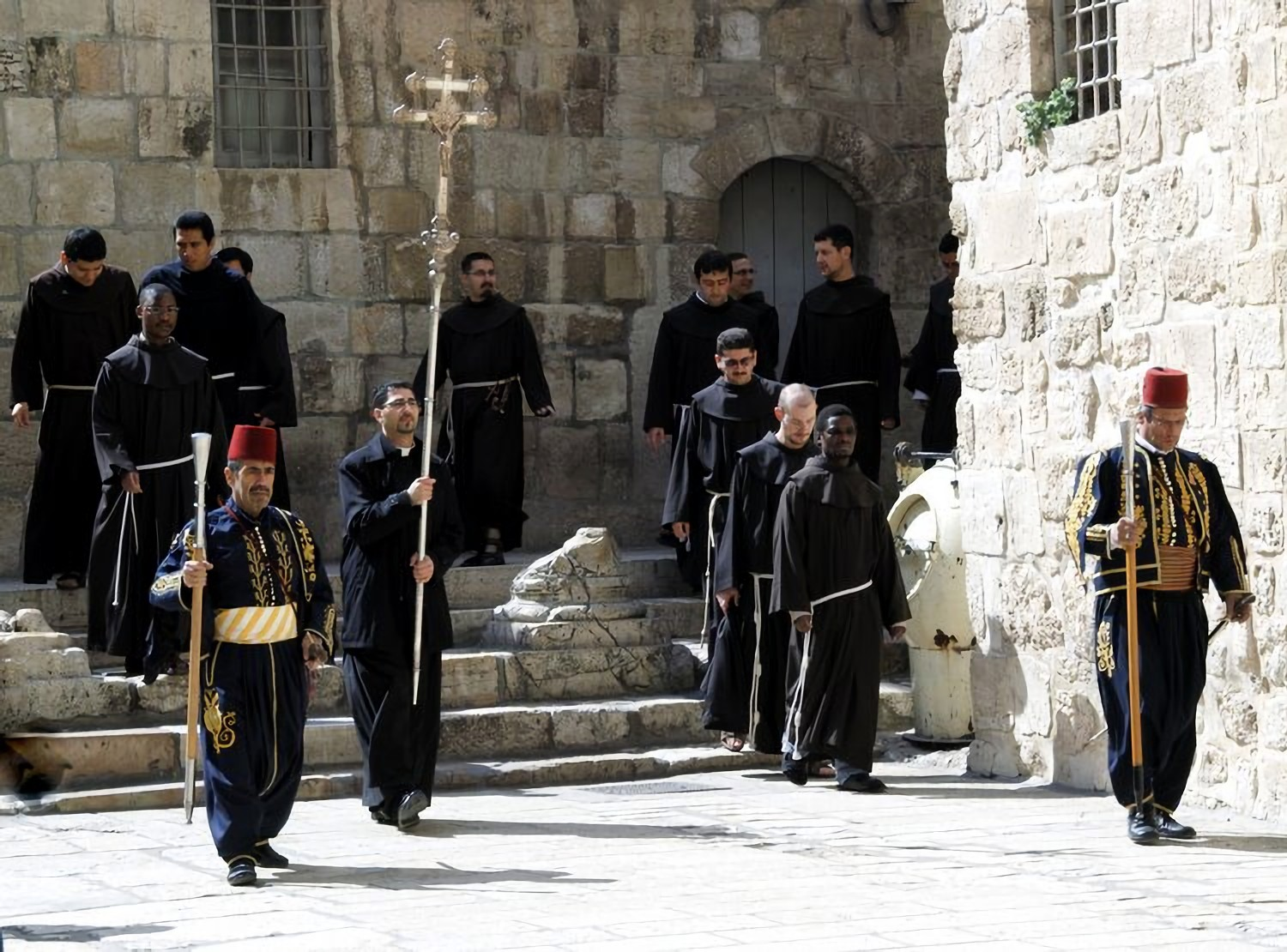
Zwei Kawassen, die vor einem geistlichen Würdenträger die Jerusalemer Grabeskirche verlassen (2013)

Kawass, auch Kawasse (Pl. Kawassen, türkisch kavas, arabisch قواس Kawass, DMG qawwās „Bogenschütze“) ist eine historische Bezeichnung für einen osmanischen Polizeidiener. Auch die Botschaftswächter der Gesandtschaften an der Hohen Pforte in Istanbul wurden als Kawassen bezeichnet. Der Führer dieser Gruppe wurde Kawass-Baschi genannt.
Im Deutschen ist der Kawaß vor allem aus den Werken Karl Mays bekannt, wo die Kawassen in den im Orient lokalisierten Erzählungen an zahlreichen Stellen erscheinen, vor allem in den Bänden In den Schluchten des Balkan und Durch das Land der Skipetaren. Der Kawass erscheint dort auch als Bezeichnung des Polizeidieners, der die Bastonade verabreicht.
Die Bezeichnung wird noch heute für die uniformierten Diener christlicher Würdenträger in Jerusalem verwendet, die bei Prozessionen den Würdenträgern vorangehen und ihnen den Weg bahnen.

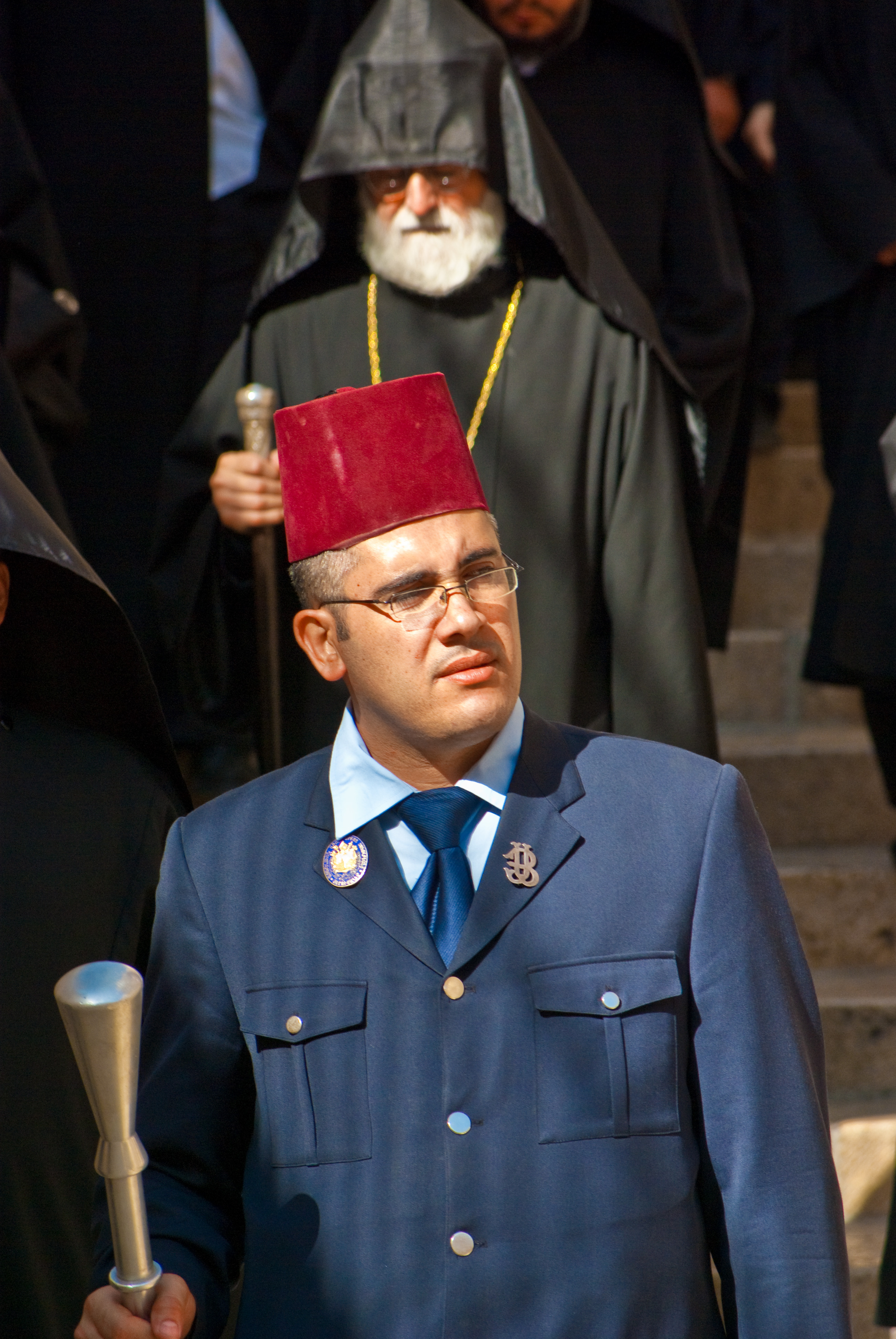
Ein Kawass mit dem traditionellen Fez in der Jerusalemer Grabeskirche
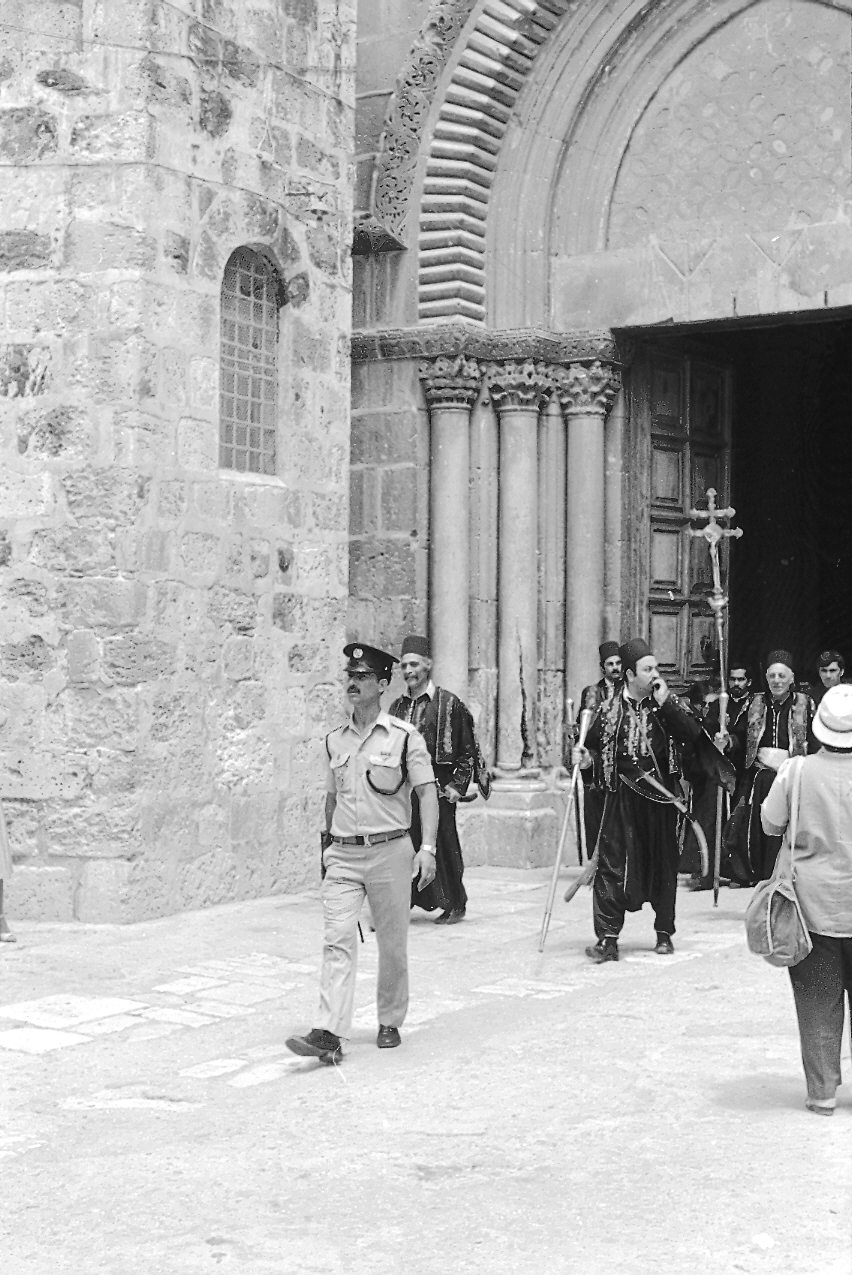
Zwei Kawassen beim Verlassen der Jerusalemer Grabeskirche (1984)